# Французская гвардия

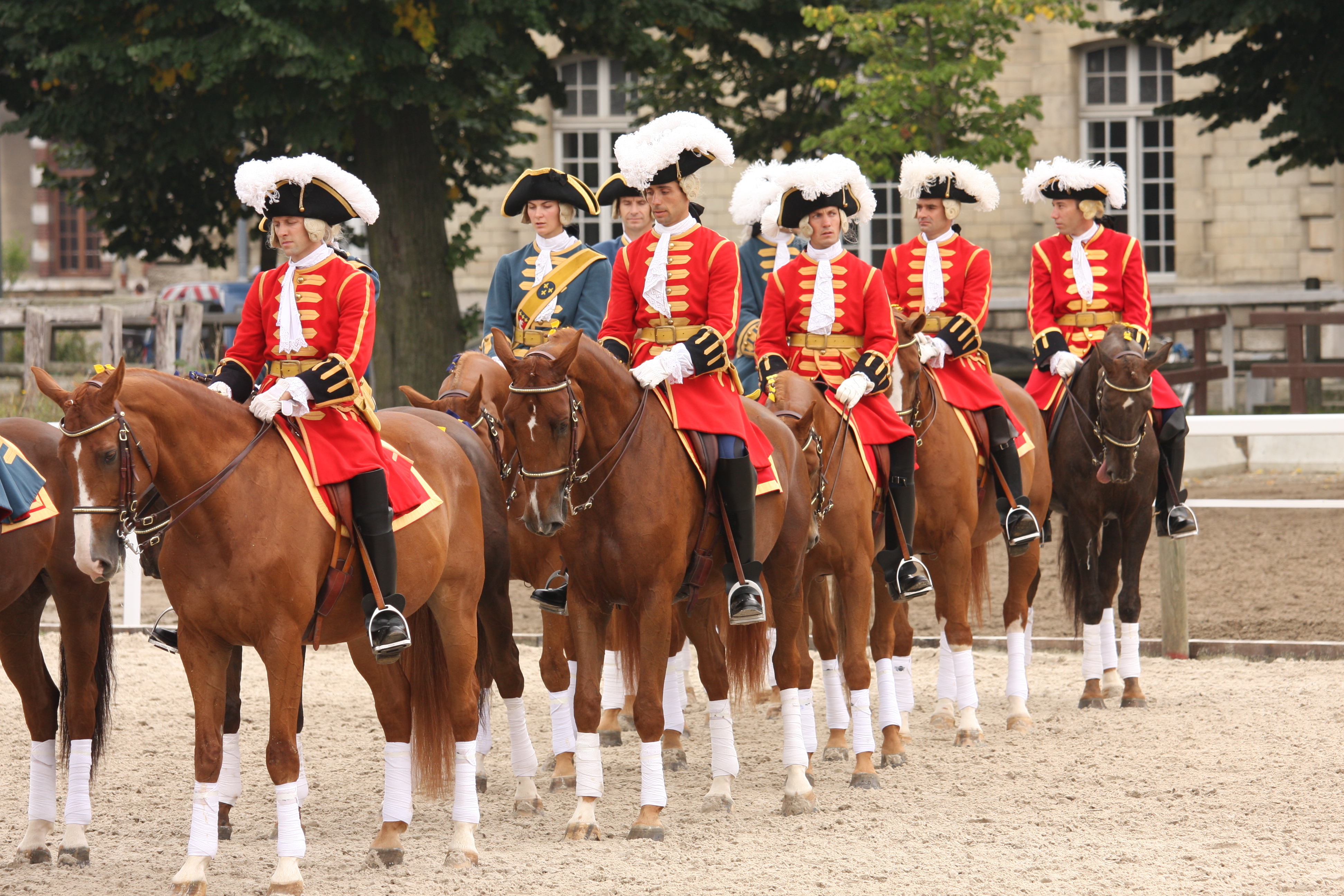
Королевская гвардия (Историческая реконструкция)

Французская гвардия (фр. la Garde française) или королевская гвардия или гвардейцы короля — позднее название части королевской военной свиты или королевского военного дома во Франции периода Старого режима. Гвардия включала большое число подразделений, кавалерию и пехоту; являлась одновременно личной охраной монарха и элитным войском в военных конфликтах. Термин «военный дом» по-настоящему появился только в XVII веке.
Термин военный королевский двор (фр. Maison militaire du roi de France) появился в 1671 году; термин королевская гвардия — после второй Реставрации, когда Людовик XVIII реорганизовал «Дом короля» в «королевскую гвардию» (фр. Garde Royale), просуществовавшую с января 1816 года до августа 1830 года.

## Предыстория
Во Франции, по словам Григория Турского, уже король Орлеанский, Гонтран (правил в 561—592 годах), на глазах которого от рук убийц погибли оба его брата, безотлучно оберегался группой офицеров. Филипп-Август (правил 1180—1223) во время войны в Палестине, опасаясь убийц, имел при себе охрану в 50 человек. Карл VI, опасаясь англичан, держал при себе отряды шотландцев или Шотландской гвардии (фр. Garde Écossaise).

## История
Во Франции гвардия была организована в начале XV века и в дальнейшем получила распространение во многих европейских государствах.

### Королевская гвардия
Общепринято считать, что первый отряд будущего «Мэзон дю руа» был сформирован в 1192 году королем Филипом II Августом (1180—1223) в виде наемников-профессионалов — т. н. sergents d’armes (воины недворянского происхождения, служившие своим рыцарям-баронам, которых те вооружали и снаряжали, и по необходимости, предоставляли королю на контрактной основе). Крещением для них стало сражение при Бувине, 27 июля 1214 года, где конный отряд sergents d’armes из 200 человек, вооруженных палицами, обеспечил надежную личную охрану своему суверену.
В 1247 году, во время Седьмого крестового похода, король Людовик IX «Святой» (1226—1270) избрал для себя, в качестве личной охраны, 24 шотландских рыцаря, которые обеспечивали ему неприкосновенность — днем и ночью, и с тех пор шотландские формирования (разного качества и количества) постоянно сопровождали французских королей. Так, хроникер, описывая въезд Карла VII (1422—1461) в Париж в ноябре 1437 года, упоминает о 120 шотландских воинах (gendarmes écossaise du roi); речь тут, по-видимому, идет об отряде рыцарей и лучников под командой сьера Кристина Шамбре, получившего, ещё в 1425 году, патент на формирование и командование данным отрядом. В 1445 году в армии французского королевства появились первые воинские формирования на постоянной основе — ордонансовые роты (compagnies d’ordonnance), числом 15, каждая из которых состояла из 100 «копий», возглавляемая тяжеловооруженным всадником-рыцарем (maītre). Одной из первых рот по старшинству был отряд Шамбре, носивший почетное название «воины, собранные в отряд телохранителей по приказу короля» (gens d’armes et de trait ordonnez de la garde du corps du roy). Именно эта часть, слитая с отдельно стоящим отрядом «шотландских телохранителей» (сформированных в 1440) и стала, в 1445 году, первой ротой «Телохранителей» (1ere Compagnie Écossaise de la Gardes du Corps du Roi), вновь формируемого «Мэзон дю руа». Впоследствии, в состав «Телохранителей» были включены ещё три, собственно, французские роты — в 1475, 1479 и 1515 гг., соответственно.
Число отборных войск росло; вскоре, чисто военные формирования «Мэзон дю руа», нёсшие службу непосредственно при короле, составили пехоту (полк французских гвардейцев, полк швейцарских гвардейцев и отдельная рота «Швейцарская сотня») и кавалерию: четыре роты «Телохранителей», гвардейские жандармы и шеволежеры, две роты мушкетеров и рота конных гренадер.
Так, гвардейские жандармы (Gendarmes de la Garde), созданные Генрихом IV 1589—1610) в 1590/1602 году, послужили впоследствии личной охраной для дофина, будущего короля Людовика XIII (1610—1643). В декабре 1593 года появились гвардейские шеволежеры, (Chevaux‑légers de la Garde), будучи созданными также, как личная охрана, но уже непосредственно для самого короля. Каждое из этих гвардейских подразделений насчитывало по две сотни всадников.
Первая рота мушкетеров была создана в 1622 году; расформирована в 1646, под предлогом сокращения расходов казны. Однако в январе 1655 года (или 1657) молодой король Людовик XIV (1643—1715) решил восстановить роту. Вскоре первая рота получила неофициальное прозвание «серые» — по масти своих верховых лошадей. Вторая рота мушкетеров вошла в состав «Мэзон дю руа» в 1660 году. До этого она носила название роты мушкетеров кардинала и была передана его высокопреосвященством королю по случаю женитьбы последнего. Вплоть до 1663 года, эта вторая рота несла службу в пешем порядке. В 1665 г. она получила лошадей вороной масти, и с того времени за ней закрепилось прозвание «черных мушкетеров». Наконец, рота конных гренадер (фр. Grenadiers à cheval), была создана в декабре 1676 года; в отличие от других частей «Мэзон дю руа» рядовой состав роты набирался из лучших солдат гренадерских рот линейных полков.
Все части, входившие в состав «Мэзон дю руа» — и боевые, и церемониальные — были подразделены на две основные группы. В первую группу входили те подразделения, которые отправляли службу непосредственно в/при королевских покоях (du dedans du Louvre), либо при королевской главной квартире во время боевых действий:
- Личная стража (фр. Garde de la Mаnche) — рота создана в 1250 году Людовиком IX. личная охрана короля из 24 дворян, набираемая из 1-й (шотландской) роты «Телохранителей» (Gardes du Corps). При короле постоянно присутствовали 2 стражника не только при жизни, но и сопровождали гроб монарха. Вооружены протазанами и пиками. Сверху камзола носили белую накидку, обильно расшитую золотом.
- Телохранители при монаршей особе (фр. Gardes du Corps du roi) — созданы, последовательно, c 1445, 1475, 1479 и 1515. Состояли из 4 рот, из которых 1-я была шотландской и называлась «старшей гвардией». В расцветке её панталера преобладал белый (серебристый); во 2-й роте синий, в 3-й зелёный а в 4-й жёлтый цвета.
- Стража дверей[фр.] или Королевская стража (фр. Garde de la Porte) — рота создана Людовиком IX. Охраняла королевскую опочивальню, спальни королевы и дофина с 6 часов утра до 6 часов вечера, после чего их сменяла 1-я рота телохранителей. Вооружены мушкетами. Отличительным знаком формы было шитьё в бело-золотую клетку, которое украшало обшлага рукавов, шляпу, чулки и перевязь.
- Дворцовая рота Ста швейцарцев или Швейцарская сотня[фр.] (фр. Cent Suisse) — создана Людовиком IX. Постоянно сопровождали короля и несли внутреннюю караульную службу. Вооружены алебардой. Форма напоминает форму современных гвардейцев Ватикана, но с преобладанием синего цвета.

Эти четыре отряда личной охраны в дальнейшем сформировали дворцовую гвардию Maison Militaire du Roi, а остальные семь сформировали внешнюю.
- Дворяне вороньего клюва (фр. Les Gentilhommes à bec de corbin) — созданы Франциском I в самом начале 16 столетия. При Генрихе IV преобразована в конный церемониальный отряд из 200 чел. Не несли непосредственную охрану королевской семьи. Название получили от особой формы топориков.
- Гвардейская жандармерия[фр.] (фр. Garde de la prévôté) — созданы с 1422; выполняющая полицейские функции во дворце и на расстоянии 25 км вокруг него и находящаяся в распоряжении первого королевского советника двора. На камзоле изображение палицы Геракла с девизом: «Сила этой булавы известна даже чудовищам». Вооружены мушкетонами (легкие карабины).
- Полк швейцарских гвардейцев[фр.] или просто Швейцарские гвардейцы (фр. Gardes-Suisses) — создан в 1616 г. Людовиком XIII. Состоял из 12 пехотных рот по 180 человек. Полк осуществлял охрану Парижа и отвечала за правопорядок. Роты этого полка осуществляли охрану Пале-Кардинал (Пале-Рояль). Носили красные мундиры с синими обшлагами рукавов.
- Полк французских гвардейцев[фр.] (фр. Régiment des Gardes françaises) — созданы в 1563 году Карлом IX. Полк осуществлял охрану Парижа и так же как полк Швейцарских гвардейцев отвечал за правопорядок. В разное время полк имел разное количество рот.
- Гвардейские жандармы (фр. Compagnie des Gendarmes) являлась правопреемницей рыцарей ордонансовых рот — des gens d’armes. Официальная дата создания указывается 1590 г., однако окончательно рота была сформирована 4 февраля 1609 г., когда Генрих IV (1589—1610) передал роту в виде личной охраны своему девятилетнему сыну-дофину, будущему королю Людовику XIII (1610—1643), для личной охраны последнего. Постоянно соперничали с Гвардейскими шеволежерами и Королевскими мушкетерами за милость Людовика XIII, от которого в виде награды за безупречную службу получали дворянство.
- Рота гвардейских шеволежеров[фр.] (фр. Compagnie des Chevaux-légers) — были созданы 15 декабря 1593 г. в Туре, как часть личной гвардии Генриха IV, короля Франции и Наварры. Специальное письмо-патент, выданное на имя их командира, Жильбера-Филэ да ля Кюрэ (Gilbert-Filhet de La Curée), оговаривало условия службы и привилегии подразделения, которым он командовал ещё с 1588 г. Далее, 29 апреля 1611 г., молодой король Людовик XIII включил в состав «Мэзон дю Руа» гвардейских жандармов, которые прежде служили верой и правдой, в бытность его дофином
- Королевские мушкетёры (фр. Mousquetaires du Roi)[1] — одна из рот (60 человек) Гвардейских шеволежеров. Отряд создан в 1622 году Людовиком XIII, как отряд огневой поддержки при взаимодействии с жандармами и другими шеволежерами. Королевские мушкетеры могли выступать как в качестве легкой кавалерии вооруженной карабинами с колесцовыми замками и как пехотинцы, для чего их дополнительно вооружили более дальнобойными мушкетами с фитильными замками, собственно от чего рота и получила своё название. При Людовике XIII мушкетеры входили в отряд Гвардейских шеволежеров как отдельная рота. В дальнейшем (при Людовике XIV) стали самостоятельным отрядом с собственной казной, а в дальнейшем стали называться 1-й ротой Мушкетеров короля или «серыми мушкетерами». Являлись самой престижной ротой внешней охраны и занимали своё почетное место сразу за внутренней охраной, впереди жандармов. В 1660 году к 1-й роте Королевских мушкетеров присоединилась 2-я рота, когда кардинал Мазарини передал в качестве свадебного подарка Людовику XIV роту «собственной» гвардии. Изначально эта рота была пешей ротой и она ведет свою историю из Итальянского полка, известного так же как «Орлеанские стрелки», в котором кардинал Мазарини был шефом. Именно эту роту называли «гвардейцами кардинала» или «Мушкетерами Мазарини». В 1664 году рота получила коней чёрной масти и стала называться «черными мушкетерами». Между двумя ротами Королевских мушкетеров протекало постоянное соперничество и противостояние. Как и вся гвардейская кавалерия Королевские мушкетеры носили красную форму, поверх которой носили знаменитые мушкетерские плащи лазаревского цвета — одного из «королевских» цветов.

Противостояние Королевских мушкетеров с Гвардейскими жандармами и другими ротами Гвардейских шеволежеров, а затем и более позднее противостояние двух рот Королевских мушкетеров довольно вольно описано в романе «Три мушкетера» как противостояние Королевских мушкетеров и мифических гвардейцев кардинала Ришелье.
При правлении Людовика XIV Королевская гвардия несколько раз реформировалась и достигла своего максимального развития, при котором разные формирования гвардии получили однообразную организацию и были соединены в два корпуса, носивших название внутренней и внешней стражи Военного дома короля (Maison Militaire du Roi) — военного департамента Дома короля (Maison du Roi). Лучшие солдаты армии переводились в гвардию, там обучались, держали офицерский экзамен и назначались офицерами в армию.

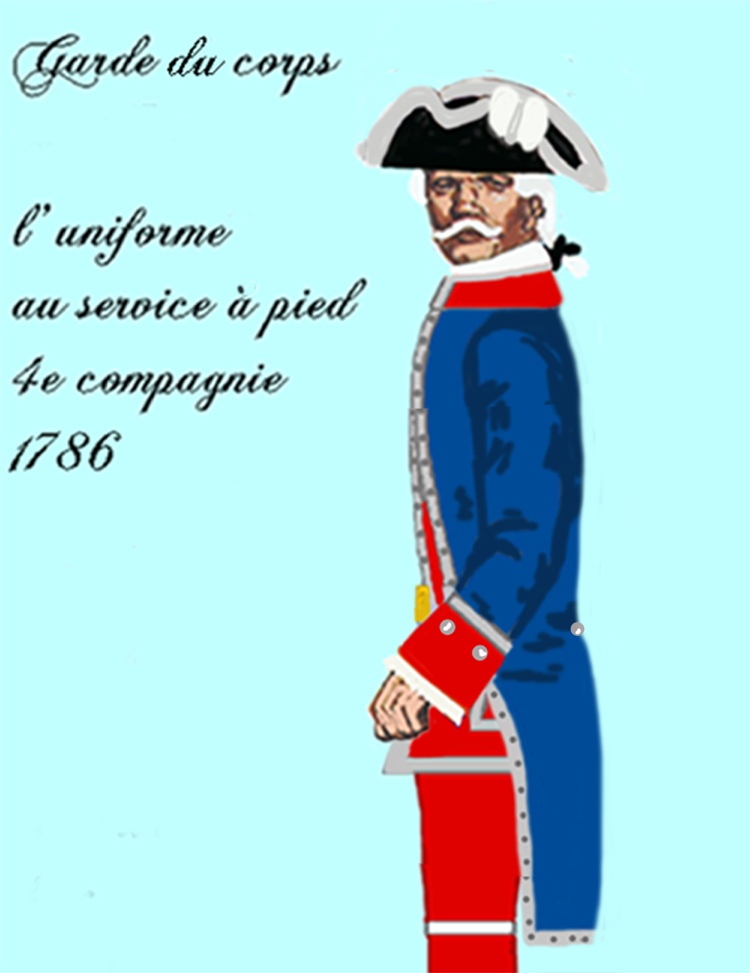
Гвардеец-телохранитель
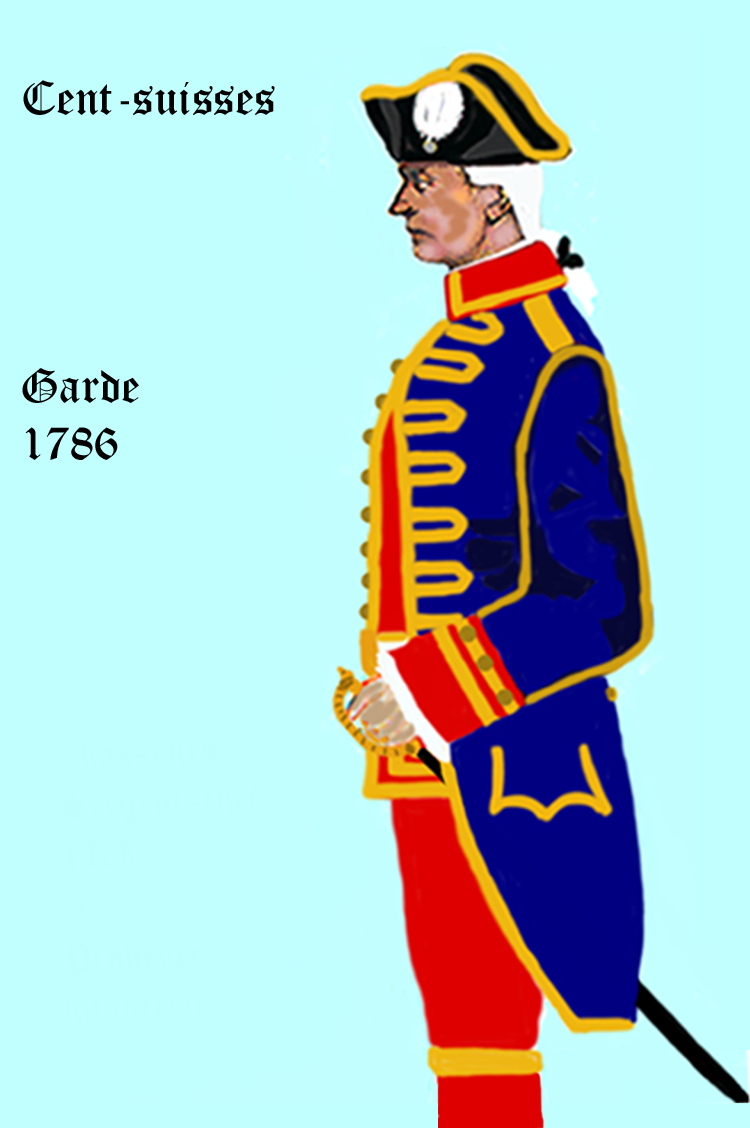
Гвардеец швейцарской сотни
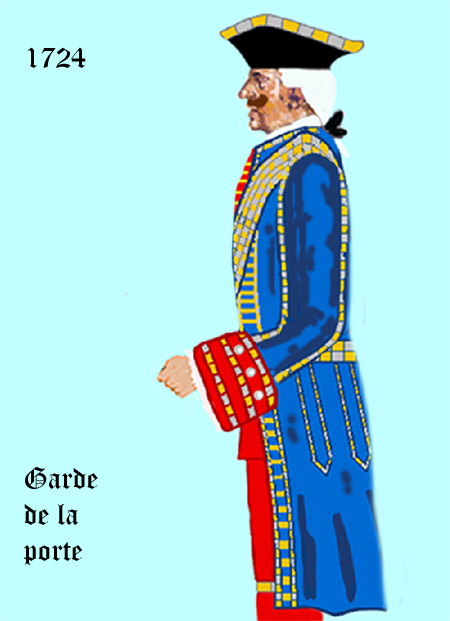
Гвардеец-привратник
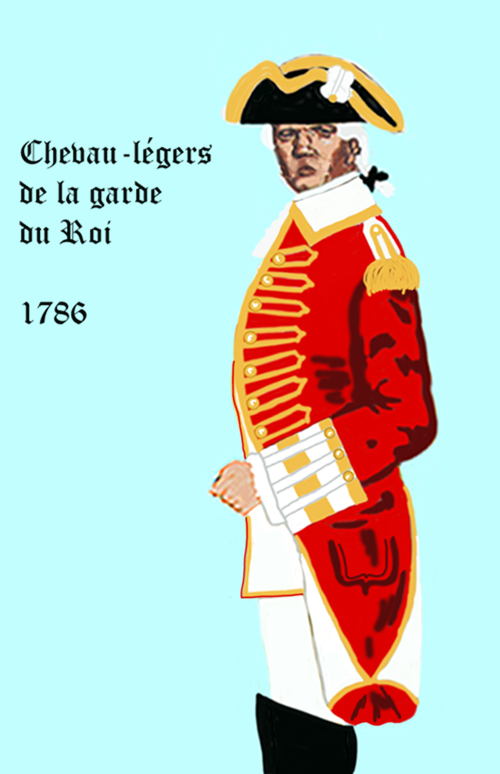
Гвардейская лёгкая конница
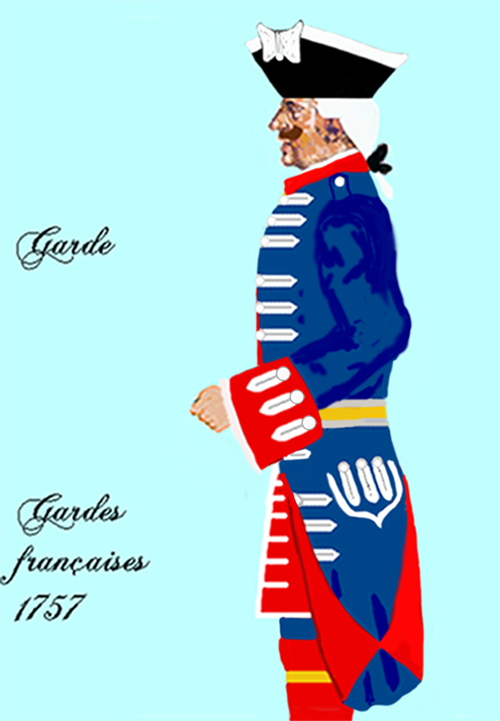
Гвардейская французская пехота
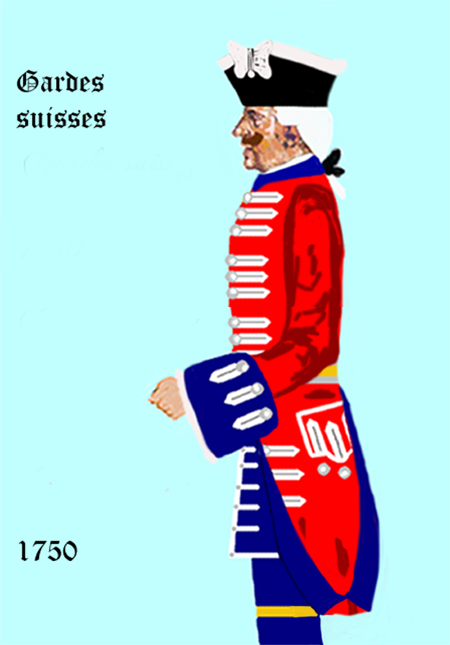
Гвардейская швейцарская пехота

### Французская революция (1789)
Когда в 1789 году вспыхнула революция, часть гвардии примкнула к ней, другая же осталась пассивной, но приверженность монарху ста швейцарских гвардейцев осталась непоколебимой. Они не были пощажены чернью, даже уцелевшие после неравной борьбы были расстреляны. Французская королевская гвардия окончила существование.
Гвардия вскоре была заново сформирована как garde du corps législatif для охраны депутатов, a затем и garde constitutionelle для охраны директории. После 18 брюмера обе эти гвардии были слиты и образовали консульскую гвардию, которая в 1805 году превратилась в императорскую.

### Императорская гвардия (1805)
В состав императорской гвардии входили все роды войск: пехота, кавалерия, артиллерия, флот, жандармы, велиты (лёгкая пехота), мамелюки и ветераны. В 1809 году гвардия насчитывала 10 тыс. чел. Наполеон назвал её «Старой гвардией» в отличие от вновь им созданной «Молодой гвардии». Впоследствии в эту гвардию стали включать и полевые полки, так что в 1807 году она уже составляла резервный корпус, разделённый на молодую и старую гвардию. В 1811 году численность гвардии доходила уже до 52 тысяч.
Назначение в гвардию считалось честью. Оно делалось по выбору одного из 10 кандидатов от каждого полка. Избираемый в кандидаты был обязан:
- прослужить в строю не менее 5 лет,
- участвовать не менее, чем в двух кампаниях,
- обладать военными дарованиями и быть безукоризненного поведения.

Этот способ формирования наполеоновской гвардии вызывал исключительное к ней уважение со стороны всей французской армии, усиливаемое ещё особыми со стороны императора приёмами употребления гвардии в бою: на поле битвы, в те моменты, когда участь сражения была предрешена, когда победа французов уже предчувствовалась, Наполеон садился на лошадь и появлялся перед войсками: в это время из резерва выдвигалась к решительному пункту гвардия. Радостные крики «Vive l’Empereur» встречали императора и его гвардию, появление которой было сигналом победы.
В начале 1812 года в корпусе насчитывалось свыше 56 тысяч человек (около 43 1/2 тысяч пехоты и 8400 кавалерии), в 1814 году — более 100 тысяч человек. Именно эта гвардия играла блестящую роль в войнах Наполеона I; в её состав входили (особенно вначале) отличнейшие солдаты и офицеры. Насколько сам Наполеон ценил свою гвардию, явствует из того, что под Бородином он не рискнул ей пожертвовать и не двинул её в дело в качестве последнего резерва. С течением времени, вследствие непрерывных войн, а также из-за постоянного увеличения численного состава гвардии, условия приёма стали менее строгими, что понизило её качества, но тем не менее, в 1815 году, под Ватерлоо, она ещё раз доказала, что была достойна своего императора. Историю обогатил легендарный ответ начальника последнего каре Старой гвардии: на предложение сдаться генерал Камброн с достоинством ответил: «Гвардия умирает, но не сдаётся».

### Реставрация Бурбонов (1814—1830)
При восстановлении Бурбонов императорская гвардия была уничтожена. Вместо неё сформировали, по-прежнему, несколько дворцовых рот (gardes du corps) и несколько полков гвардейской пехоты (в том числе два швейцарских) и кавалерии. Эти войска получили название «Королевская гвардия».
В 1830 году после июльской революции эти войска были упразднены.

### Новая императорская гвардия (1854)
В 1854 году Наполеон III восстановил гвардию (garde impériale) и, после целого ряда затруднений, постепенно довёл её состав до силы армейского корпуса.
Воссоздание гвардии подверглось резкой критике современников, например, под Севастополем, однажды, на рассвете, французские войска увидели огромную надпись на одной из скал, пародию на слова Камброна, «Гвардия умирает… но не в траншеях».
Позже гвардия приняла участие в Итальянской кампании, где особенно отличилась при Мадженте (4 июня 1859).
В 1870 году французская гвардия капитулировала под Мецом. Следствием стало, что её пехота пошла на пополнение убыли других полков и на формирование кадров для полков 101, 102, 103 и 104-го; гвардейские кавалерия и артиллерия продолжили собой нумерацию уже существовавших армейских частей, и, таким образом, гвардия перестала существовать и при реорганизации французской армии не была восстановлена."